# Orobanche nana
L'orobanche nana (nome scientifico Orobanche nana  (Reut.) Beck, 1890)  è una pianta parassita, appartenente alla famiglia delle Orobanchaceae.

## Etimologia
Il nome generico (Orobanche) deriva da due termini greci òrobos (= legume) e anchéin (= strozzare) e indicano il carattere parassitario di buona parte delle piante del genere di questa specie soprattutto a danno delle Leguminose (nell'antica Grecia questo nome era usato per una pianta parassita della "veccia" - Vicia sativa). L'epiteto specifico (nana) fa riferimento al portamento minuto della pianta.
Il binomio scientifico della specie è stato definito inizialmente dal botanico francese George François Reuter (Parigi, 30 novembre 1805 – Ginevra, 23 maggio 1872), perfezionato successivamente dal botanico austriaco Günther Ritter Beck von Mannagetta und Lerchenau (25 agosto 1856 in Pressburg, ora Bratislava – 23 giugno 1931 in Praga) nella pubblicazione "Bibliotheca Botanica. Kassel - 19: 91 1890" del 1890.

## Descrizione
Queste piante sono alte da 15 a 25 cm. La forma biologica è terofita parassita (T par), sono piante erbacee che differiscono dalle altre forme biologiche poiché, essendo annuali, superano la stagione avversa sotto forma di seme e sono munite di asse fiorale eretto e spesso privo di foglie. Non contengono clorofilla per cui nel secco si colorano di bruno.

### Radici
Le radici sono fascicolate e si diramano da un bulbo o rizoma centrale. Nella parte finale sono provviste di austori succhianti che parassitano l'apparato radicale delle piante ospiti.

### Fusto
La parte aerea del fusto è eretta, sottile e generalmente semplice; la forma è cilindrica con un ingrossamento alla base. Gli scapi terminali sono sempre fioriferi (mai sterili). 

### Foglie
Le foglie sono scarse e ridotte a delle squame spiralate ed hanno delle forme generalmente lanceolate. Dimensione delle foglie: larghezza 3 – 4 mm; lunghezza 8 – 10 mm.

### Infiorescenza
Le infiorescenze sono a forma di spiga o racemo lineare allungato con fiori ben distanziati. Le brattee dell'infiorescenza sono del tipo ovato oppure ovato-aristato. Dimensione dell'infiorescenza: larghezza 1 - 1,5 cm; lunghezza 6 – 15 cm. Dimensione delle brattee: larghezza 2 – 4 mm; lunghezza 5 – 9 mm.

### Fiore
I fiori sono ermafroditi, zigomorfi (del tipo bilabiato), tetrameri, ossia con quattro verticilli (calice – corolla - androceo – gineceo) e pentameri (la corolla è a 5 parti, mentre il calice anch'esso a 5 parti spesso è ridotto). In questa specie i fiori alla base sono avvolti da 5 elementi distinti: in posizione centrale (all'esterno) è presente una brattea; su entrambi i lati è presente una lacinia calicina profondamente bifida e una bratteola lineare. Lunghezza totale del fiore: 10 – 15 mm.
- Formula fiorale: per questa pianta viene indicata la seguente formula fiorale:[6]

X, K (4/5), [C (2+3), A 2+2], G (2), (supero), capsula
- Calice: il calice è gamosepalo a 5 parti, ossia una brattea centrale, quattro sepali saldati 2 a 2 con base triangolare e un lungo prolungamento filiforme, più una bratteola per lato. Sulla superficie del calice sono presenti tre venature. Dimensione del calice: 4 – 7 mm.
- Corolla: la corolla, di tipo personato, è simpetala e consiste in un tubo cilindrico terminante in un lembo bilabiato; dei due labbri quello superiore è più o meno intero, mentre quello inferiore è cigliato e trilobato con lobi più o meno uguali fra di loro. La superficie della corolla è pubescente per peli ghiandolosi, ed è pallida nella parte centrale, mentre alle fauci è blu-violetta (a volte è pallida anche qui). Dimensione della corolla: 10 – 15 mm.
- Androceo: l'androceo possiede quattro stami didinami (due grandi e due piccoli). I filamenti sono quasi glabri (o poco pelosi) e sono inseriti a circa 1/3 dalla base della corolla. Le antere, glabre a forma oblunga, sono disposte trasversalmente e sono provviste di due logge più o meno uguali. Le sacche polliniche hanno l'estremità inferiore a forma di freccia.[7]
- Gineceo: l'ovario è supero formato da due (o tre) carpelli ed è uniloculare; le placente sono due o quattro di tipo parietale, a volte unite al centro e portanti un numero molto elevato di ovuli. Lo stilo è del tipo filiforme; lo stigma è capitato o del tipo a 2 - 4 lobi ed è colorato di biancastro o più o meno azzurro-violetto.
- Fioritura: da marzo a giugno.

### Frutti
Il frutto è una capsula loculicida a forma più o meno ovoidale. I semi, molti e minuti dalle dimensioni quasi microscopiche, contengono un embrione rudimentale indifferenziato e composto da poche cellule; sono colorati di nero. Dimensione della capsula: 7 – 12 mm.

## Riproduzione
- Impollinazione: l'impollinazione avviene tramite insetti (impollinazione entomogama).
- Riproduzione: la fecondazione avviene fondamentalmente tramite l'impollinazione dei fiori (vedi sopra).
- Dispersione: i semi cadendo a terra (dopo essere stati trasportati per alcuni metri dal vento – disseminazione anemocora) sono successivamente dispersi soprattutto da insetti tipo formiche (disseminazione mirmecoria).

## Biologia
Queste piante non contengono clorofilla per cui possiedono organi specifici per nutrirsi della linfa di altre piante. Le loro radici infatti sono provviste di uno o più austori connessi alle radici ospiti per ricavare sostanze nutritive. Inoltre il parassitismo di Orobanche nana è tale per cui anche i semi per germogliare hanno bisogno della presenza delle radici della pianta ospite; altrimenti le giovani piantine sono destinate ad una precoce degenerazione.
Normalmente le specie di questa voce sono parassite di alcune piante coltivate (Cannabis, Solanum, Nicotiana e Zea) e in genere delle Leguminose, delle Labiate e delle Composite.

## Distribuzione e habitat

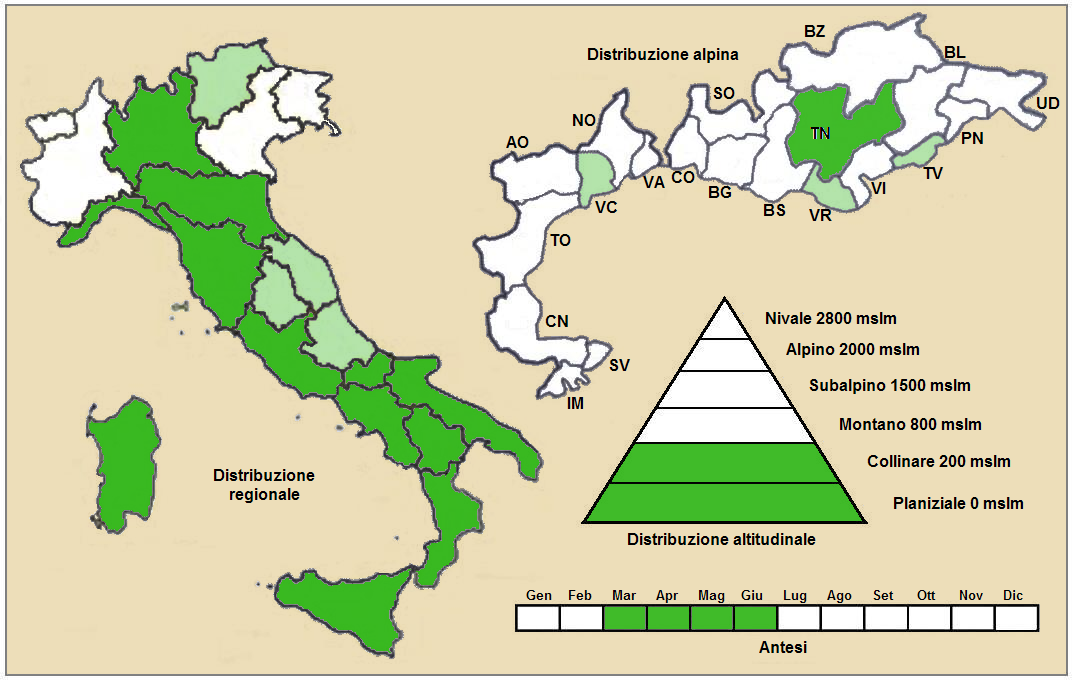
Distribuzione della pianta
(Distribuzione regionale – Distribuzione alpina)

- Geoelemento: il tipo corologico (area di origine) è Mediterraneo.
- Distribuzione: in Italia è una specie comune nella Penisola e nelle Isole; al Nord si trova nel Trentino. Fuori dall'Italia, sempre nelle Alpi, questa specie si trova in Francia (dipartimento di Drôme). Sugli altri rilievi europei collegati alle Alpi si trova nei Pirenei, Alpi Dinariche e Monti Balcani.[12] Nel resto dell'Europa si trova nell'areale mediterraneo. È presente anche nella Transcaucasia, Anatolia, Asia mediterranea e Magreb.[13]
- Habitat: l'habitat più comune sono le aree nelle quali vegetano le specie dei generi parassitati (vedi paragrafo "Biologia"); ma anche gli ambienti ruderali e le scarpate. Il substrato preferito è calcareo con pH basico, medi valori nutrizionali del terreno che deve essere arido.[12]
- Distribuzione altitudinale:  sui rilievi queste piante si possono trovare fino a 1000 m s.l.m.; frequentano quindi il seguente piano vegetazionale: collinare (oltre a quello planiziale – a livello del mare).

### Fitosociologia
Dal punto di vista fitosociologico Orobanche nana appartiene alla seguente comunità vegetale:
Formazione: delle comunità a emicriptofite e camefite delle praterie rase magre secche;
Classe: Lygeo-Stipetea
Ordine: Brachypodietalia phoenicoidis

## Tassonomia
La famiglia di appartenenza della specie (Orobanchaceae) comprende soprattutto piante erbacee perenni e annuali semiparassite (ossia contengono ancora clorofilla a parte qualche genere completamente parassita) con uno o più austori connessi alle radici ospiti. È una famiglia abbastanza numerosa con circa 60 - 90 generi e oltre 1700 - 2000 specie (il numero dei generi e delle specie dipende dai vari metodi di classificazione) distribuiti in tutti i continenti.
La classificazione del genere Orobanche è problematica in quanto le varie specie differiscono una dall'altra per piccoli caratteri soprattutto nella forma del calice-corolla e per i vari colori delle parti floreali che presto tendono al bruno appena la pianta "entra" nel secco. Molte specie hanno una grande specificità dell'apparato radicale per cui una possibile distinzione è possibile tramite l'individuazione della pianta parassitata (vedi il paragrafo "Biologia").
Il basionimo per questa specie è: Phelypaea mutelii var. nana Reut., 1847.

### Filogenesi
Secondo una recente ricerca di tipo filogenetico la famiglia Orobanchaceae è composta da 6 cladi principali nidificati uno all'interno dell'altro. Il genere Orobanche si trova nel terzo clade (relativo alla tribù Orobancheae) insieme ai generi Boschniakia C. A. Mey. ex Bong. 1833, Cistanche Hoffmans. & Link 1809, Conopholis
Wallr.1825, Epifagus Nutt. 1818, Eremitilla Yatsk. & J. L. Contr., 2009, Kopsiopsis (Beck) Beck 1930, Mannagettaea Harry Sm.
1933. Orobanche è monofiletico e rappresenta il core del clade ed è “gruppo fratello” del genere Mannagettaea e quindi di tutto il resto del gruppo.
All'interno del genere Orobanche la specie Orobanche nana appartiene alla sezione Trionychon Wallr.L. caratterizzata dal calice diviso in 5 parti: in posizione centrale è presente una brattea, mentre su entrambi i lati sono presenti una bratteola lineare e una lacinia calicina profondamente bifida. L'altra sezione presente in Italia (Orobanche ) è caratterizzata soprattutto dalla forma del calice a tre parti ossia quattro sepali saldati 2 a 2 tipo lacinie ben separate o collegate alla base, più una brattea.  Nella sezione Trionychon O. nana occupa una posizione centrale; in particolare, è “gruppo fratello” (è vicina geneticamente) delle specie Orobanche ramosa L. e Orobanche mutelii F.W.Schultz. In effetti più di qualche checklist botanica considera le specie O. nana e O. mutelii sottospecie di O. ramosa.

### Specie simili
La tabella seguente mette a confronto alcuni dati delle varie specie italiane della sezione Trionychon Wallr..
| Specie                          | Caratteri principali | Taxa parassitate                                    | Forma del fiore |
| ------------------------------- | --- | --------------------------------------------------- | --------------- |
| Orobanche aegyptiaca Pers.      | Il fusto è ramoso la corolla è grande (20 – 35 mm) le antere sono villose i filamenti sono pelosi alla base                                   | Solanum e Gossypium                                 |                 |
| Orobanche arenaria Borkh.       | Il fusto è semplice la corolla è grande (20 – 35 mm) le antere sono villose i filamenti sono glabri                                           | Artemisia                                           |                 |
| Orobanche lavandulacea Rchb.    | Il dente apicale del calice ha una forma triangolare la corolla è piccola (12 – 18 mm) e all'apice colorata di azzurro le antere sono villose | Aspalathus linearis e Acanthus                      |                 |
| Orobanche mutelii F. W. Schultz | Il fusto è ramoso i denti del calice sono triangolari con un prolungamento filiforme la corolla è lunga 16 – 20 mm le antere sono glabre      | Cannabis, Solanum, Nicotiana e Zea                  |                 |
| Orobanche nana (Reut.) Beck     | Il fusto è semplice i denti del calice sono triangolari con un prolungamento filiforme la corolla è lunga 10 – 15 mm le antere sono glabre    | Cannabis, Solanum, Nicotiana e Zea                  |                 |
| Orobanche purpurea Jacq.        | Il fusto è semplice la corolla è lunga 18 – 24 mm le antere sono glabre                                                                       | Achillea e Artemisia                                |                 |
| Orobanche ramosa L.             | Il fusto è ramoso i denti del calice sono triangolari e regolari la corolla è lunga 9 – 14 mm le antere sono glabre                           | Cannabis, Solanum, Nicotiana e Zea                  |                 |
| Orobanche schultzii Mutel       | la corolla è lunga 12 – 18 mm il dente apicale del calice è lineare le antere sono villose                                                    | Vicia faba, Ferula, Rubia Inula viscosa e Artemisia |                 |

### Sinonimi
Questa entità ha avuto nel tempo diverse nomenclature. L'elenco seguente indica alcuni tra i sinonimi più frequenti:
- Kopsia nana (Reut.) Freyn
- Kopsia ramosa var. nana  (Reut.) Bég.
- Orobanche melitensis  Beck
- Orobanche nana f. intercedens  Beck
- Orobanche nana subsp. melitensis  Beck
- Orobanche ramosa var. nana  (Reut.) Bég.
- Orobanche ramosa subsp. nana  (Reut.) Cout.
- Phelipanche cernua  Pomel
- Phelipanche floribunda  Pomel
- Phelipanche nana  (Reut.) Soják
- Phelipanche nana subsp. melitensis  (Beck) Soják
- Phelipanche olbiensis  (Coss.) Carlón, G.Gómez, M.Laínz, Moreno Mor., Ó.Sánchez & Schneew.
- Phelipanche pulchra  Pomel
- Phelypaea cernua  Pomel
- Phelypaea floribunda  Pomel
- Phelypaea mutelii var. nana  Reut.
- Phelypaea nana  (Reut.) Rchb.f.
- Phelypaea olbiensis  Coss.
- Phelypaea pulchra  Pomel
- Phelypaea ramosa subsp. nana  (Reut.) Rouy

## Altre notizie
L'orobanche nana in altre lingue è chiamata nei seguenti modi:
- (DE)  Kleine Hanf-Sommerwurz o Kleiner Hanf-Würger
- (FR)  Orobanche naine